# 食琼脂链状小卵菌
食琼脂链状小卵菌（学名：Catenovulum agarivorans）是链状小卵菌属的下属物种。此物种是一种革兰氏阴性、严格好氧、不形成孢子、且嗜温的杆状细菌。此物种有周生鞭毛，并且形态是端到端的长链。此物种最早从中国青岛市黄海收集的海水样本中分离出来。